# Brouwerij Viru
Brouwerij Viru (Viru Õlu) is een Estische brouwerij in Haljala.

## Geschiedenis
De brouwerij werd in 1975 opgericht onder de naam Viru kolhoos Õlletehas. Het eerste jaar werd 6400 hl gebrouwen en de jaarlijkse productie werd opgevoerd tot 50.000 hl, voornamelijk blonde lagers. 
Na de val van het communisme in 1989 en de onafhankelijkheid van Estland in 1991 werd de brouwerij omgevormd naar de naamloze vennootschap AS Viru Õlu. In 1992 werd de Deense Harboe Bryggeri de grootste aandeelhouder. Vanaf 1995 werden er behalve bier ook frisdranken geproduceerd. Daarna volgde ook de productie van fruitsap, energiedranken en cider.

## Producten

### Bieren
Žiguli was het eerste bier dat gebrouwen werd, in verschillende varianten. In 1990 werd de eerste donkere lager gebrouwen. In 1991 werd een nieuw bier Toolse gelanceerd, dat in het gamma bleef tot 2010. Sinds 1992 wordt er ook jaarlijks een kerstbier gebrouwen. Na het faillissement van brouwerij Puls werd in februari 2008 het biermerk (en cider) Puls overgenomen.

Het huidige assortiment:
- Tasuja
- Puls
- Wiru Palmse
- Žiguli
- Saunaõlu
- Frederik Pilsner
- Bear Beer (onder licentie)
- GB (onder licentie)
- Darguner (onder licentie)

### Ciders
- Puls

### Andere
- Mõmmy limonade
- Cola
- Hustler (energiedrank)
- PURE (fruitsappen)
- Päikesemarja (siroop)
- Ambrosia (siroop)